# Friedrich Moritz von Burger
Friedrich Moritz svobodný pán von Burger (4. července 1804 Wolfsberg – 2. října 1873 Vídeň) byl rakouský politik německé národnosti, v 2. polovině 19. století ministr námořnictva Rakouského císařství a poslanec Říšské rady.

## Biografie
Jeho otcem byl agronom Johann Burger. Friedrich Moritz vystudoval práva na Vídeňské univerzitě a nastoupil jako advokát do Terstu. Během revolučního roku 1848 se zapojil do politiky a byl zvolen do celoněmeckého Frankfurtského parlamentu. V letech 1849–1858 pak zastával funkci místodržícího Štýrska a v období let 1858–1859 místodržícího Lombardie. Od roku 1859 do roku 1862 zastával post místodržícího provincie Rakouské přímoří.
Jeho kariéra vyvrcholila, když se za vlády Rainera Ferdinanda Habsbursko-Lotrinského dodatečně stal ministrem námořnictva Rakouského císařství. Funkci zastával od 30. srpna 1862 až do konce existence vlády, tedy do 27. července 1865.
Po obnovení ústavní vlády se zapojil i do parlamentní politiky. V roce 1861 byl zvolen za poslance Istrijského zemského sněmu. Zemský sněm ho delegoval i do Říšské rady (tehdy ještě volené nepřímo) za městskou kurii, obvod Istrie. 4. listopadu 1861 složil slib. K roku 1861 se uvádí jako tajný rada a ministr námořnictva, bytem ve Vídni.
V roce 1853 byl povýšen na barona. S manželkou Elisou Livesey (1818–1889) měl dvě dcery. 